# Vizcondado de Fesenzaguet
El vizcondado de Fesenzaguet (en francés Fèzensaguet) fue una jurisdicción feudal de Gascuña. Estaba al este del Fézensac, al suroeste del Lomanha, y al oeste del Gimois y del señorío y posteriormente condado de Illa Jordá; al sur lindaba con el Astarac. Su capital era Mauvesin.
El territorio pertenecía a los condes de Armagnac. El conde Bernardo IV (1160-1188) adoptó en 1163 a su sobrino Bernardo, que era hijo de Odón de Firmacon y de Mascarosa (hija de Guerau IV, hijo de Bernardo IV) y que era nieto de Odón IV, vizconde de Lomanha y de Auvillars. Bernardo IV le donó un territorio no muy grande al este de Fesenzac, con su centro en Mauvesin, que desde entonces se llamó vizcondado de Fesenzaguet. A Bernardo le sucedió su hijo Bernardo II, y a este su hermano Guerau I, que fue adoptado por el conde de Armanyac Guerau IV, y por ello fue también conde de Armanyac y Fesenzac. Muerto en 1219 la sucesión pasó a su hermano Roger, que vivió hasta 1248. Su hijo Guerau II le sucedió, y en 1256 fue conde consorte de Armanyac y Fesenzac. Murió en 1285 y su heredero Bernardo VI de Armanyac (1285-1319) dejó el vizcondado a su segundo hijo Gastón, señor de Brouille. En 1326 le sucedió su hijo Guerau III, y este su hijo Juan I en 1339. Juan I vivió hasta 1390 y le sucedió su hijo Juan II, que murió en 1402. Antes había muerto su hermano Arnau Guillermo y unos meses antes (1401) su tío (hermano de Juan I) Guerau IV, que fue gobernador del Condomés. El vizcondado tornó a Armanyac y siguió hasta 1451, cuando el conde de Armanyac Juan V lo cedió a su hermano Carlos. En 1473 Armanyac fue incorporado a la corona pero los estados generales dictaminaron en 1484 que Carlos no podía ser expropiado y que le pertenecía la herencia de su hermano; pero Carlos había sido declarado incapaz en 1481 y obligado a renunciar, y de todas maneras murió sin descendencia en 1497, con lo que el vizcondado pasó a la corona, al igual que el resto de posesiones de los Armanyac. En 1515 el rey donó los antiguos dominios de los Armanyac a Margarita de Angulema, con la cual pasó a Navarra y después a Francia en 1589

## Lista de vizcondes
- Bernardo I 1163-1192
- Bernardo II 1192-1214
- Guerau I (V de Armanyac) 1214-1219
- Roger I 1219-1248
- Guerau II (VI de Armanyac) 1248-1285
- Bernardo III (VI de Armanyac) 1285-1286
- Gastón 1286-1326
- Guerau II 1326-1339
- Juan I 1339-1390
- Juan II 1390-1402
- Guerau III (heredero, muerto en 1401, gobernador del Condomés)
- Bernardo IV (VII de Armanyac) 1402-1418
- Juan III (IV de Armanyac) 1418-1450
- Juan IV (V de Armanyac) 1450-1451
- Carlos 1451-1497 (titular de Armanyac y Fesenzac 1473-1481)
- A la Corona francesa 1481-1515
- Margarita de Angulema 1515-1555
- Enrique I de Armanyac y II de Navarra 1522-1555
- Juana de Albret 1555-1572 (III de Navarra)
- Enrique II 1572-1589 (Enrique III de Navarra, vuelto Enrique IV de Francia en 1589)
- a la Corona francesa 1589

- Datos: Q975194